# Takaaki Tokushige
Takaaki Tokushige (jap. 徳重 隆明 Tokushige Takaaki; ur. 18 lutego 1975) – japoński piłkarz występujący na pozycji pomocnika.

## Kariera klubowa
Od 1993 do 2014 roku występował w klubach Denso, Cerezo Osaka, Kyoto Sanga FC, Tokushima Vortis i Nagoya SC.